# نظام يونكس الخامس
نظام يونكس الخامس (بالإنجليزية: UNIX System V) تختصر إلى SysV. وتكتب أيضا النظام الخامس (بالإنجليزية: System Five) هي واحدة من الإصدارات التجارية الأولى من نظام التشغيل يونكس. والذي طور بواسطة شركة إي تي أند تي وصدر الإصدار الأول في عام 1983. تم إصدار أربعة إصدارات رئيسية من نظام يونكس الخامس (بالإنجليزية: UNIX System V), وتم تسمية الإصدارات بـ 1, 2, 3 و 4. وكان الإصدار الرابع من النظام الخامس أو كما أطلق عليه بـ (إصدار يونكس الرابع) الإصدار التجاري الأكثر نجاحا، وكان هذا نتيجة لتسويق وتوحيد نظام اليونكس.

## تاريخ
UNIX System III 1982
شركة إي تي أند تي قامت بإنتاج UNIX System III في عام 1982 وهو أول نسخة تجارية لنظام يونكس وكان في السابق يوزع مجانا على الشركات والجامعات مصحوبا بدليل الاستخدام والشيفرة المصدرية، وكان آخر تلك النسخ المجانية UNIX version 7.
في نسخة UNIX System III التجارية احتفظت إي تي أند تي بشيفرة المصدر البرمجي ولم توزعه معها. وكان لذلك أثره في ما تلى ذلك من محاولات عمل معايير قياسية مثل بوزيكس ومحاولات كسر احتكار إي تي أند تي مؤسسة البرمجيات المفتوحة وجنو فيما بعد.
و أعقب ذلك إنتاج UNIX System V Release 1 المعروفة بالاختصار SVR1 وهي قائمة على نسخة UNIX version 7 وذلك بعد إضافة التعديلات التي قامت بها الجامعات والشركات الأخرى. تم إصدار SVR2 و SVR3 بعد ذلك في سنة 1984 وهما أكثر تطورا وأكبر حجماً من SVR1. هذه المرة لم توزع الشيفرة مع النسخة المرخصة.
UNIX System V Release 4 1989
سنة 1989 قامت الشركة بإصدار UNIX System V Release 4 والمشهورة باسم إصدار يونكس الرابع بالتعاون مع شركة صن مايكروسيستمز وذلك لدمج التغيرات التي قام بها كل من جامعة كاليفورنيا في بيركلي في نسختها المعروفة باسم BSD ونسخة SunOS القائمة على BSD4 ونسخة Xenix.
استمرت إي تي أند تي بإنتاج الإصدارات حتى إصدار يونكس الرابع.2 بعد تكوين شركة USL سنة 1991. وفي عام 1992 تم بيع شركة USL ومعها حق ملكية نظام تشغيل UNIX System V إلى شركة نوفل التي بدأت في إصدار إنتاجها الخاص UNIXWare وذلك في محاولة التغلب على شركة مايكروسوفت بعد إنتاج الأخيرة ويندوز ان تي إلى أن اضطرت لبيع بعض المواد الخاصة بها فانتقلت العلامة التجارية وحق منح الشهادات لنظام UNIX إلى شركة X/Open في سنة 1994 وباعت نظام يونكس ومادة البرنامج المكتوبة إلى شركة مجموعة إس سي أو مجموعة في سنة 1995 وهناك قضية مرفوعة بين الطرفين الأخيرين.
بحلول عام 1993 كانت معظم النسخ الموجودة في العالم قد قام منتجيها بجعلها معتمدة بشكل أساسي علي إصدار يونكس الرابع مع إدخال خصائص عديدة مهمة من BSD.تم بيع النظام لشركة نوفل ثم مجموعة إس سي أو Group

## إصدارات

### SVR1
بعد انفصال شركة إي تي أند تي عن الحكومة، أصبح مصرح لها العمل في مجال الحاسبات فقامت بإنتاج أول منتج تجاري خاص بها وهو (UNIX System III) سنة 1982 وأعقب ذلك إنتاج UNIX System V Release 1 المعروفة بالاختصار SVR1 في عام 1983. وهو قائم على نسخة UNIX version 7 وذلك بعد إضافة التعديلات التي قامت بها الجامعات والشركات الأخرى.

### SVR2
صدر في أبريل 1984.

### SVR3
صدر في 1986.

### إصدار يونكس الرابع
صدر في 18 أكتوبر، 1988.

### SVR6
اعلنت مجموعة إس سي أو انها ستطلق الإصدار السادس من النظام الخامس في اواخر عام 2004, لكن تم الغاءه على مايبدو. وكان من المفترض دعم أنظمة 64بت.
مراجع:
- Andrew S Tanenbaum، كتاب Modern Operating Systems
1. 1 2 3  Lévénez، Éric. "Unix History (Unix Timeline)". مؤرشف من الأصل في 2010-12-29. اطلع عليه بتاريخ 2010-12-29.
2. ↑  Goodheart، Berny (1994)، The Magic Garden Explained، Prentice Hall، ص. 11، ISBN:0-13-098138-9 {{استشهاد}}: الوسيط author-name-list parameters تكرر أكثر من مرة (مساعدة)
3. ↑  
Rargo، Stephan A. (10 أبريل 1993)، UNIX System V Network Programming، Addison-Wesley Professional، ISBN:978-0201563184، مؤرشف من الأصل في 2019-12-17
4. ↑  "SEVERAL MAJOR COMPUTER AND SOFTWARE COMPANIES ANNOUNCE STRATEGIC COMMITMENT TO إي تي أند تي'S UNIX SYSTEM V, RELEASE 4.0" (Press release). Amdahl, Control Data Corporation, et al. 18 أكتوبر 1988. مؤرشف من الأصل في 2013-05-26. اطلع عليه بتاريخ 2007-01-01.
5. ↑  SCO updates Unix, OpenServer product plans InfoWorld, August 19 2003 نسخة محفوظة 03 ديسمبر 2013 على موقع واي باك مشين.
6. ↑  SCO UNIX Roadmap نسخة محفوظة 21 أغسطس 2016 على موقع واي باك مشين.